# Паметници на Васил Левски
Това е списък на паметниците на българския национален герой Васил Левски.

## В България
Известни са поне 143:
1. Айтос, двор на храма „Св. Димитър“ – паметна плоча;
2. Асеновград – в центъра на града;
3. Асеновград, Мулдавски манастир „Св. Петка“;
4. с. Баткун (област Пазарджик), манастир „Св. св. Петър и Павел“ – паметна плоча в двора;
5. Балчик, кв. „Левски“;
6. Балчик, крайбрежна алея – паметна плоча;
7. Баня, Разложко – паметна плоча;
8. Белица – в центъра на града;
9. Белово – паметна плоча в двора на историческия музей;
10. Белоградчик – барелеф в ОУ „Васил Левски“;
11. Берковица – в центъра на града;
12. Благоевград – бюст-паметник;
13. с. Божурица, област Плевен – бюст в центъра на селото;
14. Ботевград – бюст-паметник на Васил Левски в центъра на града;
15. Буново – мемориал на рида Гълъбец в община Мирково, област София, по пътя от София към с. Буново, на 3 км южно от селото;
16. Бургас – в Морската градина;
17. Бургас – в двора на ПГЧЕ „Васил Левски“;
18. Бяла, Русенско – орелеф;
19. Бяла Слатина – в центъра на града;
20. Варна – бюст-паметник в „Морската градина“;
21. Варна – паметна плоча с надпис в Алея „Паметни за България места“ в Морската градина;
22. Варна – паметна плоча с лика на Васил Левски в ж. к. „Левски“;
23. Варна – паметна плоча в Професионалната гимназия по строителство, архитектура и геодезия „Васил Левски“;
24. Варна – паметна плоча с надпис в кв. „Аспарухово“;
25. c. Васил Левски, община Карлово, област Пловдив – бюст-паметник;
26. c. Васил Левски, община Опан, област Стара Загора – паметник в центъра пред читалището;
27. Велико Търново – паметник в центъра на града;
28. Велико Търново – паметник пред НВУ „Васил Левски";
29. Велинград – паметна плоча;
30. Велинград – паметник в СУ „Васил Левски“;
31. Видин – бюст-паметник на ул. „Васил Левски“ пред детска градина „Васил Левски“;
32. Видин – паметна плоча в Алеята на възрожденците до СУ „Любен Каравелов“;
33. с. Войнягово, Карловско – барелеф на училището с музей;
34. Враца, в градинката пред Централната поща;
35. Враца, в двора на ОУ „В. Левски“ в кв. „Младост“;
36. Враца, във фоайето на ОУ „В. Левски“ в кв. „Младост“;
37. Вълчедръм – бюст-паметник в центъра на града;
38. Вълчедръм – паметник с фигура, висока 1 м, в сградата на 1 ОУ „В. Левски“;
39. с. Габарево, община Павел баня, област Стара Загора, Джанановата къща;
40. Горна Оряховица – бюст-паметник в центъра на града;
41. с. Горно Белево, община Братя Даскалови, област Стара Загора – мраморен паметник;
42. Гоце Делчев, пред Историческия музей в центъра на града;
43. Гълъбово, област Стара Загора в двора на СУ „Васил Левски“ бюст-паметник;
44. с. Дебово, област Плевен – бюст-паметник;
45. Джебел, област Кърджали;
46. Димитровград – бюст в СУ „Васил Левски“;
47. Димитровград – бюст-паметник в кв. „Васил Левски“ (Габера)
48. Добрич, до храм „Св. Георги“ в центъра на града;
49. Долни чифлик, в СУ „В. Левски“;
50. Дряново – бюст-паметник в центъра на града, до Художествената галерия;
51. Дряново, Дряновски манастир св. „Архангел Михаил“ – паметна плоча в двора
52. Дулово, област Силистра;
53. Дупница, бюст-паметник в центъра;
54. Елена – паметна плоча с бронзов барелеф на ул. „Ст. Петков“ 27;
55. Етрополе – морена с паметна плоча;
56. Златица, област София;
57. Ивайловград – бюст-паметник;
58. Каварна, в градския парк;
59. Казанлък, в кв. „В. Левски“;
60. Карлово – паметник в центъра на стария град;
61. Карлово – музей „В. Левски“;
62. Клисура – паметна плоча в ОУ „Христо Груев Данов“;
63. с. Косача, област Перник – паметна плоча пред храма „Св. Архангел Михаил“;
64. Костинброд – паметна плоча в двора на Шияковския манастир „Св. Архангел Михаил“;
65. Кубрат – в двора на детската градина;
66. Кула – барелеф в СУ „В. Левски“;
67. Къкрина (Къкринско ханче), област Ловеч, музей „Васил Левски“ – барелеф и паметна плоча;
68. Кърджали – паметник в центъра на града;
69. Кърджали – бюст пред ПГ „Васил Левски“;
70. Кюстендил – бюст-паметник в центъра на града;
71. Левски, област Плевен – паметник;
72. с. Левски, област Варна – паметник;
73. c. Левски, област Пазарджик – плоча с релеф на кметството;
74. с. Леденик – област Велико Търново – в двора на училището;
75. Ловеч – музей „В. Левски“;
76. Ловеч – паметник с 9 м статуя върху 5 м постамент на хълма до средновековната крепост „Хисаря“;
77. Лозница – барелеф-паметник в двора на HУ „В. Левски“
78. Лом – паметна плоча в центъра на града;
79. Лопян – паметна плоча върху морена докарана от Балкана;
80. Лясковец – паметна плоча-барелеф на ул. „Никола Усенлиев";
81. с. Малево, област Смолян – бюст-паметник до читалището;
82. Малко Търново – в двора на СУ „В. Левски“;
83. Монтана;
84. Несебър – бюст-паметник до входа на църквата „Св. Успение Богородично“;
85. Несебър – бюст-паметник в Южния парк;
86. Никопол;
87. Нови пазар, пред СУ „В. Левски“,
88. Оряхово – бюст-паметник близо до детския комплекс;
89. Оряхово – паметна плоча в къщата, където В. Левски е отсядал на път за Румъния;
90. Павликени – бюст-барелеф на ул. „В. Левски“, открит през 2011;
91. Пазарджик;
92. Перник;
93. Плевен;
94. Пловдив, паметник на хълма на Освободителите;
95. с. Поликраище, област Велико Търново;
96. Полски Тръмбеш;
97. Поморие, пред църква „Св. Рождество Богородично“ – бюст-паметник, автори Милен Каменов и Христо Георгиев, открит на 5 юни 2012 г.
98. с. Преселенци, област Добрич;
99. с. Пчеларово, област Кърджали – бюст-паметник в центъра на селото;
100. Първомай – в ПГСС „В. Левски“;
101. Радомир – бюст-паметник в центъра на града;
102. Разград – в ОУ „В. Левски“;
103. Разлог – в центъра на града;
104. с. Розовец, област Пловдив – барелеф;
105. Русе – бюст-паметник в СУ „В. Левски“;
106. Русе – паметник в цял ръст в „Парка на Възрожденците“ (от 2020 г.)
107. Самоков – орелеф в метоха на девическия манастир „Покров пресвета Богородица“;
108. Свети Влас – барелеф;
109. Свиленград – паметна плоча и бюст-паметник (от 5 октомври 2011) на ул. „В. Левски“ в парк „Сухата река“;
110. Севлиево, в двора на ОУ „В. Левски“;
111. Септември – паметна плоча;
112. с. Сестримо, област Пазарджик;
113. Силистра – бюст-паметник в центъра на града;
114. Сливен – в центъра на града, на площад „В. Левски“;
115. Смолян – в двора на ПМГ „В. Левски“;
116. с. Соколица, Карловско – бюст-паметник в училището;
117. София – монументален паметник-обелиск на лобното място на В. Левски;
118. София, р-н Искър, поделение 22490 – бюст-паметник;
119. София, Военна академия „Г. С. Раковски“ – баралеф
120. София – паметник в НСА „В. Левски“;
121. София – бюст-паметник в Борисовата градина;
122. София – паметник в парка „Герена“, кв. „Суха река“;
123. София – паметна плоча в Драгалевския манастир;
124. София – паметна плоча до Св. Синод на килията от турския затвор, където е държан Левски;
125. София – паметно пано с надпис за гроба на Левски на църквата „Света Петка Самарджийска“, поставено през 1990-те години, изчезнало няколко години по-късно, и монументална стела, поставена на 18.02.2012;
126. София – бюст-барелеф на ул. „Дякон Игнатий“ до Централната поща;
127. София – паметна плоча в квартал „Бенковски“, храм „Св. Теодор Стратилат“;
128. София – бюст-паметник в кв. „Горубляне“ пред читалището;
129. Стара Загора – бюст-паметник;
130. Стара Загора – паметна плоча на фасадата на СУ „Васил Левски“;
131. Стрелча, област Пазарджик – паметник;
132. Съединение – барелеф на сградата на НЧ „Съединение“;
133. Троян (Троянски манастир) – паметни плоча;
134. Тутракан – бюст-паметник на Дунавския бряг;
135. Търговище – паметна плоча с барелеф на централната градска улица;
136. Харманли – пл. „Възраждане“ до стадион „Хеброс“;
137. Хасково – бюст-паметник пред СУ „Васил Левски“
138. Хасково – барелеф и паметна плоча в училище „Св. Климент Охридски“;
139. Чирпан;
140. с. Шияково, Плевенско – бюст-паметник пред читалището, автор Стефан Стефанов, построен със средства на арендаторите от землището на селото, открит на 19 юли 2011 г.;
141. Якоруда – орелеф;
142. Ямбол – паметна плоча в СУ „В. Левски“.
143. Ихтиман – бюст-паметник в центъра на града
144. Петрич – бюст-паметник в градски парк Петрич
145. Кермен – бюст – паметник до ЖП Гара Кермен

- Паметници в България
- Паметникът на Васил Левски в Стара Загора
- Паметникът на Васил Левски в Силистра
- Паметникът на Васил Левски в Кубрат
- Паметникът на Васил Левски в Разград
- Паметникът на Васил Левски в Ловеч
- Паметникът на Васил Левски в Карлово
- Паметникът на Васил Левски в Несебър

## В чужбина
Известни са 25:
1. Аржентина, Буенос Айрес, на Barrancas de Belgrano – бюст-паметник;
2. Аржентина, Лас Бренас – паметник;
3. Белгия, Брюксел – барелеф на входа на консулската служба на българското посолство;
4. Гърция, Солун – пред българското генерално консулство, бюст-паметник;
5. Канада, Брамптън – бронзов паметник до православния храм „Свети Димитър“;
6. Канада, Торонто – българско генерално консулство, барелеф;
7. Кипър, Никозия – барелеф на оградата на българското посолство;
8. Куба, гр.Сиенфуегос – паметник пред завод „Васил Левски“;
9. Република Македония, Скопие – барелеф на сградата на Българския културен център към посолството;
10. Молдова, Кишинев – барелеф на сградата на българския лицей „Васил Левски“;
11. Молдова, Приднестровие, с. Паркани – бюст-паметник;
12. Молдова, Твърдица, барелеф-паметник пред двореца на културата;
13. Румъния, Букурещ, парк „Херастрау“ – бюст-паметник;
14. Румъния, с. Еникьой, Тулчанско, Северна Добруджа – открит на 6 юли 2011 г. [1][2][3];
15. Румъния, Турну Мъгуреле – паметна плоча, до централния хотел на главната улица;
16. САЩ, Вашингтон, окръг Колумбия – бюст-паметник пред Посолството на България;
17. САЩ, Чикаго – бюст-паметник в алеята на героите край българската църква, в проект, бронзовият бюст е готов към 19.02.2014 г. и са му извадени документите за транспорт до Чикаго;
18. САЩ, Чикаго – на 26 декември 2014 г. е открита паметна плоча е открита в двора на църквата „Света София“ в предградието на Чикаго Дис Плейнс.
19. Сърбия, Белград, парк „Ташмайдан“ в центъра на града – барелефи-паметници на Васил Левски и Георги С. Раковски върху морена, масивна, докарана от Витоша;
20. Сърбия, Западни покрайнини, Босилеград – бюст-паметник в центъра на града;
21. Сърбия, Западни покрайнини, Цариброд – бюст-паметник в центъра на града, между съдебната палата и общината открит на 19.02.2014 от българския министър-председател и др. официални лица;
22. Украйна, Запорожка област, Бердянск – бюст-паметник;
23. Украйна, Одеса, Всеукраински център на българската култура – бюст в сградата;
24. Франция, Париж – барелеф на Левски на сградата на българското посолство;
25. Япония, Токио – барелеф-паметник в българското посолство, открит на 8 април 2012.

- Паметници в чужбина
- Паметникът на Васил Левски в Босилеград
- Паметникът на Васил Левски в Букурещ
- Барелефът на Васил Левски в Париж
- Паметникът на Васил Левски в Канада
- Паметникът на Васил Левски във Вашингтон